# Вьюнка (река)
Вью́нка — река в Московской области России, левый приток реки Чёрной.
Протекает по территории Раменского района и городского округа Балашиха (последние сотни метров по границе Люберецкого района). На реке расположены деревни Аксёново, Строкино, Копнино, Зюзино. Виды рыб: щука, карась, линь, ротан.
Длина — 19,7 км. Равнинного типа. Питание преимущественно снеговое. Вьюнка замерзает в ноябре — начале декабря, вскрывается в конце марта — апреле.
Вниманием туристов пользуются старые сосновые и елово-сосновые леса в бассейне Вьюнки.

## Комментарии
1. ↑  В водном реестре РФ река указана как впадающая в Пахру, длиной 25 км, площадью водосборного бассейна 198 км² и правым притоком в 5,3 км от устья — рекой Чёрной[3].